# 826

## Naixements
- 29 de novembre, Tolosa de Llenguadoc: Guillem de Septimània, Comte de Barcelona, Tolosa i Empúries (m. 850).[1][2]
- Sant Metodi, important traductor de la Bíblia.